# Foglizzo
Foglizzo – miejscowość i gmina we Włoszech, w regionie Piemont, w prowincji Turyn.
Według danych na rok 2004 gminę zamieszkiwało 2180 osób, 145,3 os./km².